# アフェリア

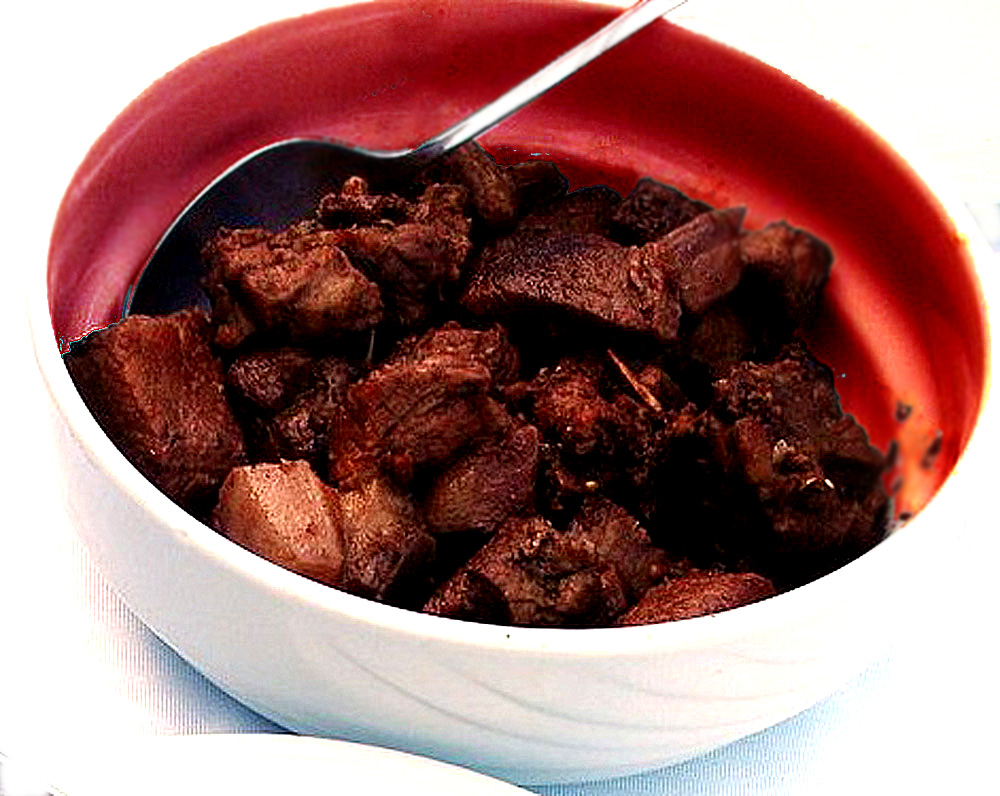

アフェリア（Afelia）とはキプロスの代表的家庭料理である。
豚肉をコリアンダーの実で味付けした赤ワインで一晩マリネしてから煮込む料理であり、トースターで軽く焼いたパンと一緒に食べる。キプロスでは家庭料理として出されている。